# Цазов

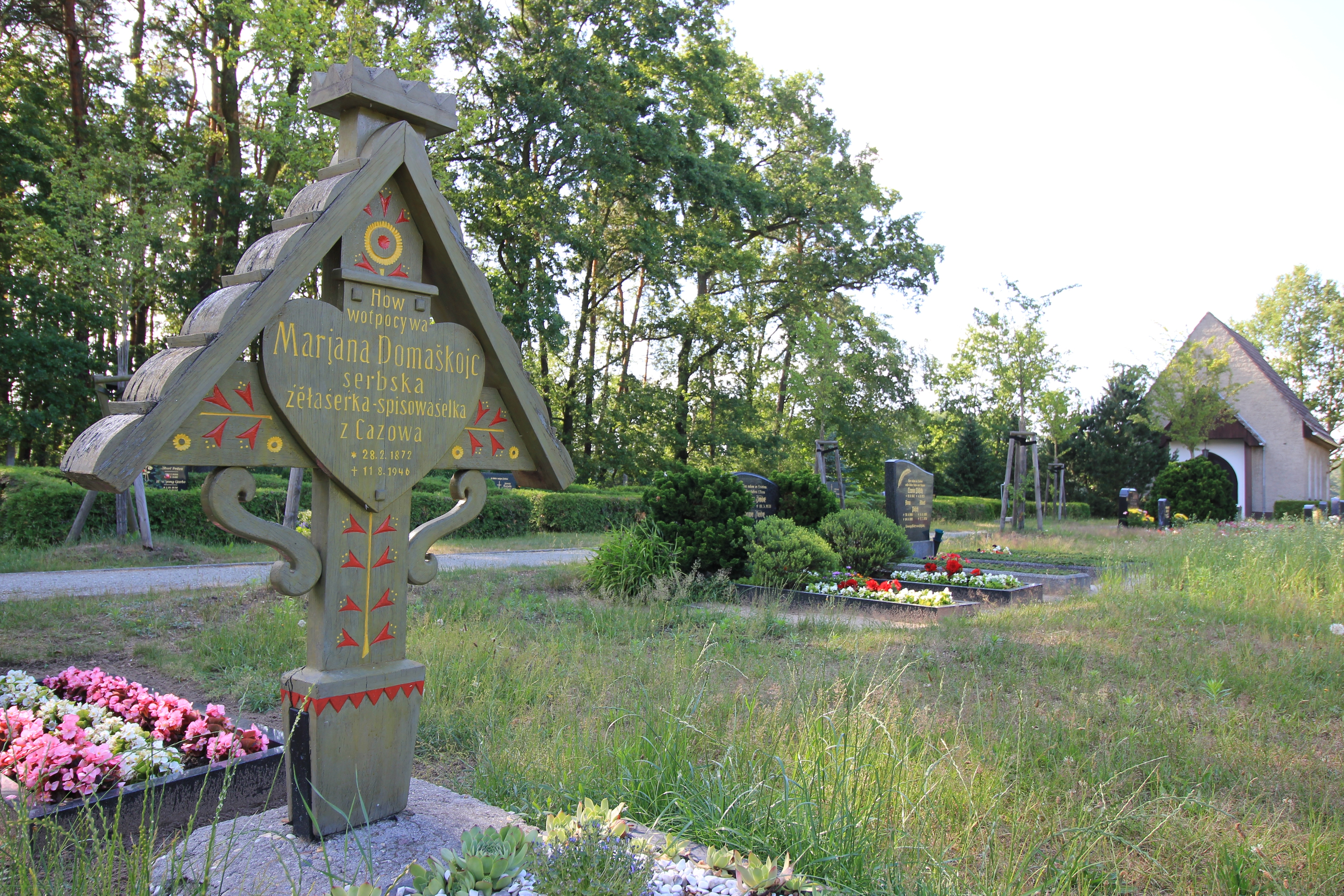
Могила писательницы Марьяны Домашкойц

Ца́зов (нем. Zahsow; н.-луж. Cazow) — деревня в Нижней Лужице, Германия. Входит в состав коммуны Кольквиц района Шпре-Найсе в земле Бранденбург.
Находится на границе биосферного Шпревальд около бывшего аэропорта Котбус-Север и граничит с городом Котбус. Через деревню проходит районная дорога 7130, которая соединяет населённый пункт с дорогой 50.
Соседние населённые пункты: на севере — деревня Голбин, на северо-востоке — Котбус (городской район Зелов), на востоке — Котбус (городской район Штробиц), на юге — административный центр коммуны Кольквиц, на юго-западе — деревня Далиц и на западе — деревня Попойце.
В настоящее время деревня входит в состав культурно-территориальной автономии «Лужицкая поселенческая область», на территории которой действуют законодательные акты земель Саксонии и Бранденбурга, содействующие сохранению лужицких языков и культуры лужичан.

## Население
Официальным языком в населённом пункте, помимо немецкого, является также нижнелужицкий язык.
Согласно статистическому сочинению «Dodawki k statisticy a etnografiji łužickich Serbow» Арношта Муки в 1884 году проживало 185 человек (из них — 185 серболужичан (100 %)).

## Известные жители и уроженцы
- Домашкойц, Марьяна (1872—1948) — нижнелужицкая писательница.